# آخوندک بی‌بال
آخوندک بی‌بال (نام علمی: Apteromantis aptera) گونه‌ای از آخوندک‌های نیایشگر است که بومی شبه‌جزیره ایبری است. نخستین بار توسط خوزه ماریا هوگو د لا فوئنت مورالس در سال ۱۸۹۴ توصیف شد. در گذشته توسط IUCN در خطر انقراض پنداشته می‌شد، اما به دلیل افزایش جمعیت و گسترش آنها به زیستگاه‌های جدید در جنوب مرکزی اسپانیا و جنوب پرتغال، به ردهٔ کمترین نگرانی تغییر یافته است.

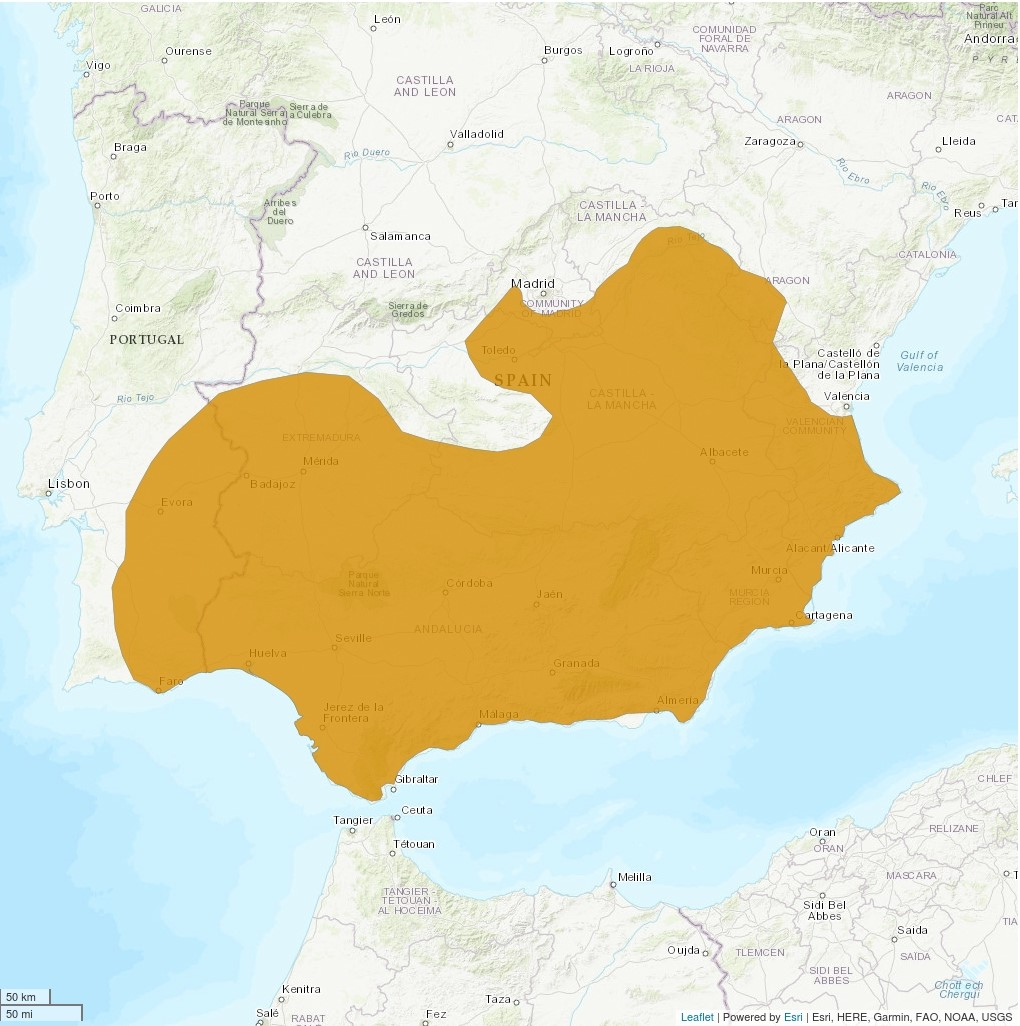
پراکندگی جغرافیایی بوم‌زاد ایبری Apteromantis aptera که به رنگ نارنجی دیده می‌شود.